# ポンタ物語
「ポンタ物語」（ポンタものがたり）は、日本の楽曲。作詞：伊藤アキラ、作曲：小川よしあき、歌：藤村俊二。

## 概要
1977年10月 - 11月、NHKの『みんなのうた』で紹介。子供のタヌキ「ポンタ」を主人公にし、人を化かせられないポンタが父ダヌキに叱られ、タヌキの神様に頼んでも賽銭をせびられ、思い余ったポンタが旅に出るという、コミカルな反面寂しさを思わせる楽曲。タレント・藤村俊二の『みんなのうた』出演は最初で最後。
アニメーションは「カールおじさん」で御馴染みのひこねのりおが、『みんなのうた』に初登板、ひこねはこの後『赤鬼と青鬼のタンゴ』など、この時期の『みんなのうた』作品を幾つか手掛け、最近では2010年放送の『わらしのうた』で久々にアニメを手掛けた。
再放送は1978年2月 - 3月と1978年10月 - 11月のみだったが、2011年1月1日放送のスペシャルで33年ぶりに放送され、そして2016年10月15日と同年11月12日には『みんなのうたリクエスト』で放送され、2021年12月に定期的にフルコーラス（ダイジェストは「チムチムチェリー（ラジオでも放送）」「44ひきのねこ」）で放送した。（本曲は当時発掘プロジェクトの対象ではなかったが、曲紹介画面では発掘プロジェクトにより提供されたものであると記されていたが、公式サイトにて2021年12月 - 2022年1月の再放送が判明と同時に発掘曲の情報が追加されたが、2021年12月の放送では発掘曲の情報が添えていなかった。）ちなみにスペシャル以降では、歌詞テロップがニュープリント化されて放送された。

## 収録
キングレコードより発売
- 「NHKみんなのうた」より大全集1 （KICG-2021　1991年3月5日発売）

ポニーキャニオンより発売
- NHKみんなのうた50アニバーサリー～グラスホッパー物語～ （PCCG-1166　2011年4月27日発売）
- 決定盤!!「NHKみんなのうた」なつかしの名曲 ベスト（PCCK-20095　2014年10月15日発売）